# Armando Fagarazzi
Armando Fagarazzi (Venezia, 16 giugno 1922 – Lido di Venezia, 4 ottobre 1993) è stato un cestista italiano.
In Serie A ha vestito la maglia di Venezia, con cui ha conquistato uno scudetto nel 1941-42 e di Varese.
Con la nazionale ha partecipato al Campionato Europeo 1946 e 1947.

## Biografia
Cresciuto nella squadra della sua città natale, la Reyer Venezia Mestre, gioca dalla fine degli anni trenta al 1947 il campionato con la compagine veneziana, partecipando anche a due edizioni del Campionato europeo con la Nazionale. Nel 1947 si sposa e si trasferisce con la famiglia a Varese, dove rimane un anno nella Pallacanestro Varese allenata da Vittorio Tracuzzi. Rientrato nella città natale, diventa allenatore della squadra aziendale della Fabbrica Junghans, nella quale lavora anche come impiegato. Fallita l'azienda nel 1971, viene assunto dal Comune di Venezia, dove lavora fino alla pensione. Muore per un tumore ai polmoni nel 1993.

## Palmarès
- Campionato italiano: 1

Reyer Venezia: 1941-42